# Tropidozineus tersus
Tropidozineus tersus är en skalbaggsart som först beskrevs av Julius Melzer 1931.  Tropidozineus tersus ingår i släktet Tropidozineus och familjen långhorningar. Inga underarter finns listade i Catalogue of Life.